# The Beverly Brothers
I Beverly Brothers furono un tag team di wrestling attivo nei primi anni novanta nella World Wrestling Federation, composto da Blake Beverly e Beau Beverly. Il duo era inoltre conosciuto alla fine degli anni ottanta con i nomi The Destruction Crew nella American Wrestling Association e Minnesota Wrecking Crew 2 nella National Wrestling Alliance. I Destruction Crew vinsero il premio di Pro Wrestling Illustrated Rookie of the Year nel 1990, unico tag team ad aggiudicarsi il premio.

## Carriera

### American Wrestling Association (1989-1991)
Mike Enos e Wayne Bloom iniziarono l'attività di lottatori nel 1989 nella American Wrestling Association dopo essere stati allenati da Eddie Sharkey. Il nome del tag team all'epoca era "The Destruction Crew", e la loro musica d'entrata era la celebre We Will Rock You dei Queen. Il duo ebbe un'accesa rivalità con gli Olympians, Ken Patera & Brad Rheingans, e, secondo la storyline, causò loro un infortunio. L'incidente forzò gli Olympians a rendere vacante il titolo AWA Tag Team Championship che venne messo in palio nel corso di un torneo. I Crew sconfissero Greg Gagne e Paul Diamond in finale aggiudicandosi il titolo il 1º ottobre 1989. La coppia perse i titoli l'11 agosto 1990 per mano di The Trooper & D.J. Peterson. Anche se né Enos né Bloom erano tecnicamente dei "rookies", nel 1989 i fan votarono i Destruction Crew come Rookie of the Year nel referendum annuale indetto dalla rivista Pro Wrestling Illustrated.
Alla fine del 1990, l'AWA era in forte calo di popolarità e avrebbe chiuso i battenti di lì a poco nel maggio 1991.

### World Championship Wrestling (1990)
Mentre erano ancora campioni di coppia AWA World Tag Team in carica, i Destruction Crew passarono alla World Championship Wrestling durante l'estate del 1990. In WCW la coppia avrebbe combattuto indossando delle maschere e con il nome "Minnesota Wrecking Crew II", con manager Ole Anderson (membro degli originali The Minnesota Wrecking Crew). Il duo cercò senza successo di aggiudicarsi l'NWA World Tag Team Championship scontrandosi con gli Steiner Brothers nel corso di un breve feud.

### New Japan Pro Wrestling (1990)
A seguito della chiusura dell'AWA, i Destruction Crew partirono per il Giappone andando a combattere una serie di incontri nella New Japan Pro-Wrestling, incluso uno sfortunato tentativo di conquistare il titolo IWGP Tag Team Championship dai campioni in carica Keiji Muto & Masahiro Chono il 19 agosto 1990.

### World Wrestling Federation (1991-1993)
Nel maggio 1991, Enos e Bloom entrarono nella World Wrestling Federation dove assunsero l'identità dei "fratelli" Beau (Bloom) e Blake (Enos) Beverly, i "Beverly Brothers". La gimmick prevedeva lunghi capelli biondo platino e vistosi costumi viola a stelle bianche con tanto di mantello, presentandoli come due ricchi e viziati rampolli di buona famiglia provenienti dall'esclusivo quartiere di Beverly Hills a Los Angeles. Il loro primo manager fu "Coach" John Tolos, che poi passò mano a The Genius. Dopo aver debuttato in pay-per-view alle Survivor Series '91, iniziarono un feud con Legion of Doom, Bushwhackers (che sconfissero alla Royal Rumble 1992) e Natural Disasters (che sfidarono senza successo per il titolo WWF World Tag Team Championship a SummerSlam '92). Nella restante parte del 1992, tuttavia, furono utilizzati principalmente come coppia heel da contrapporre ad altri tag team più famosi; persero un eight-man elimination tag team match a Survivor Series '92 e furono sconfitti dagli antichi rivali Steiner Brothers alla Royal Rumble 1993.
Bloom lasciò la WWF nell'aprile 1993 e si ritirò mentre Enos, ancora sotto il ring name Blake Beverly, rimase nella compagnia per alcuni altri mesi, svolgendo principalmente il ruolo di jobber.

### World Championship Wrestling (1997-1998)
Il team si riunì per breve tempo nella World Championship Wrestling nel periodo 1997-98, dove disputarono alcuni match di basso rilievo, e causa scarso successo riscosso, si separarono definitivamente.

## Nel wrestling

### Mosse finali
- Come The Beverly Brothers
  - Shaker Heights Spike[10][11]
- Come The Destruction Crew
  - Aided piledriver[11]
  - Wrecking Ball (Electric chair / Diving clothesline combination)[11]

### Manager
- Johnny Valiant
- Ole Anderson
- Coach (John Tolos)
- The Genius
- Christopher Love
- Baron Von Raschke
- Manny Fernandez

### Musiche d'entrata
- We Will Rock You dei Queen (AWA)

## Titoli e riconoscimenti
- American Wrestling Association
  - AWA World Tag Team Championship (1)
- Pro Wrestling Illustrated
  - PWI Rookie of the Year: 1989